# Stadtbibliothek Trier
Die Stadtbibliothek Trier, offiziell Wissenschaftliche Bibliothek der Stadt Trier (auch Stadtbibliothek Weberbach, wegen ihrer Adresse Weberbach 25 und in Abgrenzung zur Stadtbücherei, im Palais Walderdorff am Domfreihof) ist eine wissenschaftliche Allgemein- und Forschungsbibliothek. Sie befindet sich in Trägerschaft der Stadt Trier und gilt als eine der bedeutendsten Altbestandsbibliotheken in Rheinland-Pfalz.
Sie ist Pflichtexemplarbibliothek für den ehemaligen Regierungsbezirk Trier. Von 1966 bis 1990 war sie auch für den ehemaligen Regierungsbezirk Koblenz zuständig.

## Geschichte
Die Bibliothek geht auf die Bibliothek des 1560 gegründeten Trierer Jesuitenkollegs zurück, die 1763 insgesamt 10.075 Bände zählte und bis zur Aufhebung des Ordens 1773 bestand. Sie versorgte auch die alte Universität Trier mit Literatur. 1722 wurde für die juristische und medizinische Fakultät eine eigene Universitätsbibliothek gegründet, die 1773 ebenfalls in den ehemaligen Räumen des Jesuitenkollegs aufgestellt wurde. Nach der Aufhebung der Universität 1798 unter der französischen Herrschaft entstand daraus die Bibliothek der Zentralschule des Saardepartements, 1804 die Stadtbibliothek Trier. Der Bestand wurde nach der Säkularisation 1802 um große Teile der Bibliotheken der säkularisierten Klöster und Stifte des Saardepartements erweitert.
Seit 1894 ist das Trierer Stadtarchiv räumlich und personell mit der Stadtbibliothek verbunden. Das Archiv wird seit Herbst 2021 von Simone Fugger von dem Rech geleitet.

### Städtische Bücherei / Stadtbibliothek Palais Walderdorff
In Trier bestand seit 1934 eine städtische Volksbücherei. Diese hatte zeitweise bis zu sieben Außenstellen in den Vororten und betrieb von 1957 bis 2007 auch einen Bücherbus. Anfang 1967 bezog die Städtische Bücherei ihre Räume im Palais Walderdorff (Domfreihof 1b). Diese wurde 1983 mit der wissenschaftlich ausgerichteten organisatorisch unter dem Namen Stadtbibliothek – Städtische Bücherei – Stadtarchiv zusammengelegt. Sie wurde 2011 jedoch wieder von der Stadtbibliothek getrennt und firmiert jetzt unter dem Namen Stadtbibliothek Palais Walderdorff. Die Bibliothek verfügt über einen Bestand von rund 100.000 Bänden.

### Leiter
- 1799–1848 Johann Hugo Wyttenbach
- 1848–1859 Philipp Laven
- 1859–1877 Carl Schoemann
- 1877–1882 Peter Joseph Aloys Houben
- 1882–1883 Josef Buschmann
- 1883–1902 Max Keuffer
- 1903–1934 Gottfried Kentenich
- 1935–1945 Alexander Röder
- 1948–1963 Hubert Schiel
- 1963–1981 Richard Laufner
- 1982–2007 Gunther Franz
- 2007–2023 Michael Embach
- seit 2023 Francesco Roberg

## Gebäude

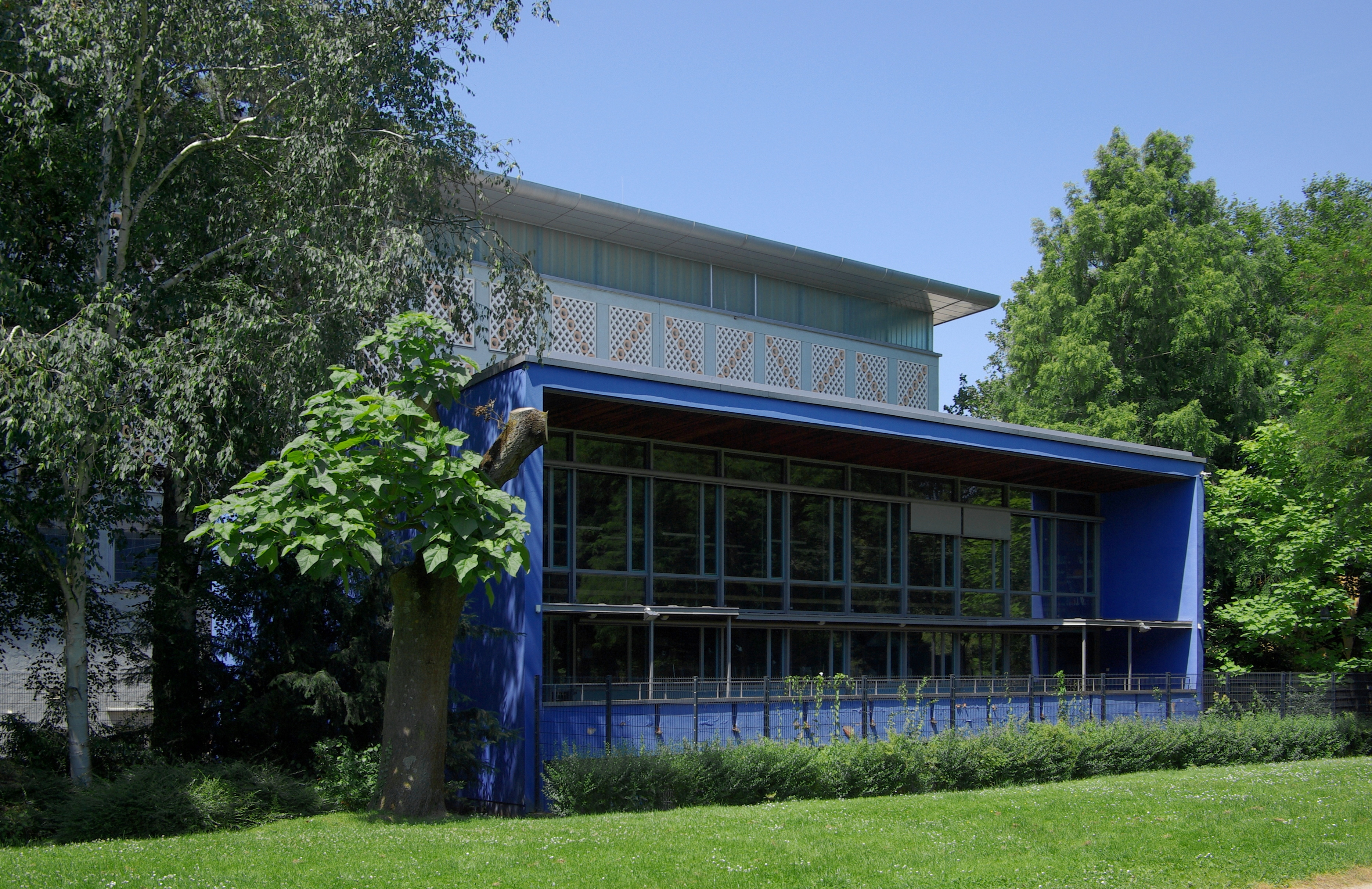
Lesesaal vom Palastgarten aus gesehen

Das heutige Gebäude der Stadtbibliothek wurde von 1955 bis 1960 nach Plänen von Alfons Leitl errichtet. Es besteht aus einem fünfgeschossigen Kubus, der durch ein Betongitterwerk verkleidet ist und unter anderem das für Bibliotheksbenutzer nicht zugängliche Magazin beherbergt, und einem eingeschossigen Vorbau, der unter anderem für Ausstellungen genutzt wird. Der an den Palastgarten angrenzende trichterförmige Lesesaal mit seiner umlaufenden Galerie wurde von 1960 bis 1968 auch als Ratssaal der Stadt genutzt. Das Bauwerk steht unter Denkmalschutz.

## Bestand
Die Bibliothek verfügt über etwa 430.000 Bände, darunter circa 3.000 Handschriften, 95.000 Druckschriften bis 1850, darunter circa 3.000 Inkunabeln, 2.000 Autographen sowie 6.500 Grafikblätter und Porträts. 38.000 Bände stammen aus dem 16. und 17. Jahrhundert (Stand: 2015).
Schwerpunkte des Bestandes sind Literatur über Trier und das Moselland, Weinliteratur und Buchgeschichte. Bis zum Jahr 2000 wurde auch grundlegende wissenschaftliche Literatur aller Fachgebiete gesammelt. Es gibt mehrere Sondersammlungen, darunter etwa 12.000 Bände aus dem Nachlass des Kirchenhistorikers Franz Xaver Kraus.
Zum Inventar zählte ferner seit 1833 Friedrich Schillers angeblich letzte Schreibfeder, die er an seinem Todestag (9. Mai 1805) benutzt haben soll. Zu dem Objekt gehörte außerdem ein Aufbewahrungskästchen. Als Schenkung des in Trier zeitweilig als Richter tätigen Schillersohns Ernst von Schiller waren Feder und Kästchen, nebst Übereignungsurkunde, bis 1965 in einer Dauervitrine ausgestellt. 1984 wurde der Verlust von Feder und Kästchen bemerkt. Letztmals erwähnt worden war das mit einem Silberschaft versehene Schreibgerät im Jahr 1954, in dem Führer durch die ständige Ausstellung. Darin war auch die Inschrift des Silberschafts vermerkt: Schillers letzte Feder, die am 9. Mai 1805 sich auf dessen Schreibtisch befand. Der städtischen Bibliothek zu Trier verehrt am 3. August 1833 von Schillers zweitem Sohn Ernst. Die gesiegelte Schenkungsurkunde liegt inzwischen im Archiv. Der Verbleib der Schillerfeder, und ob sie entwendet oder bloß innerhalb der Bibliothek „verschusselt“ bzw. „verlegt“ wurde, ist ungeklärt. Davon abgesehen sind noch mindestens zwei weitere „letzte Federn“ Schillers bekannt. Ein Objekt befindet sich heute in Marbach am Neckar, im Schiller-Nationalmuseum. Eine weitere Feder soll der Bayernkönig Ludwig I. besessen haben; über deren Verbleib ist ebenfalls nichts bekannt.

## Schatzkammer
Besonders kostbare Bücher und Handschriften aus dem Mittelalter und der frühen Neuzeit werden in der Schatzkammer der Stadtbibliothek präsentiert, die nach einer Generalsanierung und Erweiterung im November 2014 mit einer neu konzipierten Dauerausstellung wiedereröffnet wurde. Die Ausstellungsräume weisen eine Gesamtfläche von 364 Quadratmetern auf. Zu den Exponaten gehören u. a. das karolingische Ada-Evangeliar und die karolingische Trierer Apokalypse, der ottonische Codex Egberti des Erzbischofs Egbert von Trier (977–993), der seit 2003 auf der UNESCO-Liste des Weltdokumentenerbes steht, zahlreiche weitere Handschriften, eine Gutenberg-Bibel, weitere Inkunabeln, Einblattholzschnitte wie der Trierer Fischkalender, Karten sowie zwei Globen von Vincenzo Coronelli – ein Erdglobus von 1688 und ein Himmelsglobus von 1693. Der Ausbau der Schatzkammer wurde durch das EFRE-Programm der EU gefördert.

## Projekte

### Virtuelles Skriptorium St. Matthias
Gemeinsam mit der Universität Trier und gefördert von der Deutschen Forschungsgemeinschaft hat die Stadtbibliothek Trier ein Projekt zur Digitalisierung der mittelalterlichen Bibliothek der Trierer Benediktinerabtei St. Matthias durchgeführt. Ziel war es, den überlieferten Bestand an Handschriften der Klosterbibliothek virtuell zu rekonstruieren. Hierbei handelt es sich um circa 500 Kodizes, die weltweit auf etwa 25 Standorte verteilt sind.

### Dilibri
Weiter sind die Stadtbibliothek und das Stadtarchiv Trier am rheinland-pfälzischen Digitalisierungsportals dilibri, einer digitalisierten Sammlung von landeskundlichen Werken und Beständen aus rheinland-pfälzischen Bibliotheken, beteiligt.

## Fördergesellschaft
Die am 30. Juni 1998 gegründete Gesellschaft der Freunde und Förderer der Stadtbibliothek Trier e. V. unterstützt die Bibliothek ideell und materiell, zum Beispiel durch Übernahme von Restaurierungskosten. Sie hat etwa 130 Mitglieder (Stand: 2015).